# Transizione epitelio-mesenchimale
Con transizione epitelio-mesenchimale (EMT) si indica il cambiamento morfologico a cui va incontro una cellula, da quando appunto il fenotipo epiteliale passa a quello di una cellula connettivale embrionale (mesenchimale appunto).
Ciò avviene quando una cellula tumorale abbandona lo strato epiteliale e, dopo aver superato la membrana basale, entra nel tessuto connettivo, permettendosi così interazioni più vantaggiose con le cellule connettivali circostanti, invece di essere riconosciuta come estranea.
La transizione avviene anche durante lo sviluppo neurale e la riparazione dei tessuti.

## Processo
Il processo è reversibile: ove mancano fattori che favoriscono l'EMT la cellula ritorna alla sua forma originaria. Infatti il tutto è determinato dal rapporto tumore/ambiente: quando la cellula è a livello del tumore primario c'è lo stroma che la induce alla transizione sotto spinta di fattori e molecole varie, quando invece oramai la cellula si trova distante in un ambiente diverso, non trovando più fattori che la inducono verso la morfologia mesenchimale, questa ritorna normale. L'EMT ha però così nel frattempo permesso una miglior capacità invasiva e di extravasare alla cellula tumorale.

## Cambiamenti
La cellula dopo la transizione epitelio-mesenchimale perde:
- espressione della citocheratina;
- giunzioni strette;
- E-caderine:  ciò comporta la liberazione della β-catenina, che si può quindi legare a Tcf ed attivare la trascrizione; il gene della Caderina, CDH1, è spesso metilato nei tumori;
- polarizzazione.

Nel contempo guadagna:
- morfologia fibroblastica;
- motilità;
- maggior resistenza all'apoptosi;
- metalloproteasi;
- secrezione fibronectina;
- recettore PDGF;
- diversi marcatori.

Ciò fa emergere come sia strettamente necessaria affinché un tumore dia metastasi.

## Fattori responsabili
Sono responsabili della transizione epitelio-mesenchimale i fattori che inducono plasticità differenziativa: 
- HGF (Hepatocyte growth factor) che agisce sul recettore Met (recettore tirosin-chinasico)
- TGF-β (fattore trasformante beta)
- Wnt
- IL6 (interleuchina 6)

Tali fattori sono coinvolti in vie di trasduzione del segnale che portano alla trascrizione di geni responsabili del fenomeno della transizione epitelio-mesenchimale, tra di essi spiccano SNAIL, ZEB1, SLUG, SEB2, TWIST.